# Twentyseven Records
Twentyseven Records är ett amerikanskt skivbolag. Bolaget har ett samarbete med svenska Labrador och har gett ut Pelle Carlbergs studioalbum Everything, Now! och Acid House Kings Sing Along with Acid House Kings. Bolaget har även släppt skivor med bland andra Silver Swans, The Plastic Mastery och This Is Ivy League.

### Fotnoter
1. ↑  ”Twentyseven Records”. Discogs.com. http://www.discogs.com/label/Twentyseven+Records. Läst 29 februari 2012.